# Janet L. Robinson
Janet L. Robinson, née le 11 juin 1950, est membre du conseil d'administration et président-directeur général (CEO) du groupe de presse américain The New York Times Company jusque fin 2011, éditeur notamment du New York Times, du Boston Globe et de l'International Herald Tribune.
Sous la direction de Janet Robinson, le New York Times a adopté une stratégie offensive dans le développement de produits numériques, malgré des difficultés financières persistantes du journal. Elle a joué un rôle majeur dans la création d'un modèle de péage de lecture numérique, qui a largement dépassé les attentes en termes de succès. Par ailleurs, Janet Robinson est créditée pour avoir repropulsé la portée du New York Times à l'échelle nationale dans les années 1990.
Elle est présidente du conseil d'administration du Carnegie Corporation of New York (en) depuis le 6 juin 2024, succédant à Thomas Kean.